# Гекатей Абдерский
Гекате́й Абде́рский (вторая половина IV в. до н.э., Абдеры — первая половина III в. до н. э., Александрия, Египет) — древнегреческий историк, грамматик и философ, ученик Пиррона, историограф Александра Македонского, сопровождавший его в походах и находившийся потом в свите Птолемея Лага. Около 323 года до н. э. переселился в Александрию, где продолжал свою деятельность при дворе Птолемея I Сотера.
Сочинения Гекатея, исторический труд «О египтянах» и философская утопия «О гиперборейцах», сохранились в выдержках у Диодора Сицилийского и Аполлония Родосского. Перу Гекатея принадлежат книги о поэзии Гомера и Гесиода, об истории и религии Египта. Все работы сохранились фрагментарно, благодаря упоминанию о них у других авторов.
Гекатей был также первым греком, упомянувшим евреев. Диодор основывал на этом (в выдержке из кн. XL, сохранившейся у Фотия) вступление к описанию войны Помпея с евреями. 
Не является, однако, подлинным так называемый псевдо-Гекатей, сочинение "О евреях" (Peri Iudaion), принадлежащее агитационному направлению в еврейской литературе, авторы которого охотно скрывались под именами языческих писателей.